# Still (альбом Young Chop)
Still — другий студійний альбом американського хіп-хоп продюсера й репера Young Chop, виданий лейблом ChopSquad.inc 28 жовтня 2014 р. 13 жовтня оприлюднили обкладинку й треклист.
Оригінальну версію «All I Got», на якій Chop уперше зачитав реп, випустили синглом 9 червня. До платівки потрапив ремікс з участю Fat Trel, який також видали окремком.

## Список пісень
| #   | Назва                                                                  | Продюсер(и)                        | Тривалість |
| --- | ---------------------------------------------------------------------- | ---------------------------------- | ---------- |
| 1.  | «Still» (з участю Chief Keef)                                          | Young Chop                         | 04:30      |
| 2.  | «All I Got» (з участю Fat Trel)                                        | Chop Squad DJ                      | 3:54       |
| 3.  | «Valley» (з участю Chief Keef)                                         | Young Chop; Chief Keef (співпрод.) | 3:56       |
| 4.  | «Some of Mine» (з участю King100James)                                 | Young Chop                         | 2:59       |
| 5.  | «Finer Things» (з участю Lil Herb)                                     | Young Chop                         | 3:07       |
| 6.  | «Tre 073» (з участю Lil' Dave)                                         | Young Chop                         | 3:16       |
| 7.  | «Never Gonna Change» (з участю Johnny May Cash, Y.B., J-Rock та B-Moe) | Young Chop                         | 5:00       |
| 8.  | «Ain't Fuckin' with Her» (з участю Ty Dolla Sign та Cap1)              | Young Chop                         | 3:12       |
| 9.  | «Murder Team» (з участю Lil Durk)                                      | Young Chop                         | 2:07       |
| 10. | «Bang Like Chop» (з участю Chief Keef та Lil Reese)                    | Young Chop                         | 3:03       |